# Guardiagrele
Guardiagrele é uma comuna italiana da região dos Abruzos, província de Chieti, com cerca de 9.903 habitantes. Estende-se por uma área de 56 km², tendo uma densidade populacional de 177 hab/km². Faz fronteira com Casoli, Castel Frentano, Filetto, Orsogna, Palombaro, Pennapiedimonte, Rapino, San Martino sulla Marrucina, Sant'Eusanio del Sangro.
Pertence à rede das Cidades Cittaslow.

## Demografia
| Variação demográfica do município entre 1861 e 2011                               |
|                                                                                   |
| Fonte: Istituto Nazionale di Statistica (ISTAT) - Elaboração gráfica da Wikipedia |